# Sichelblättriges Hasenohr
Das Sichelblättrige Hasenohr (Bupleurum falcatum), auch als Sichel-Hasenohr, Heil aller Welt oder Wundkraut bezeichnet, ist eine Pflanzenart aus der Gattung der Hasenohren (Bupleurum) innerhalb der Familie der Doldenblütler (Apiaceae).

## Beschreibung

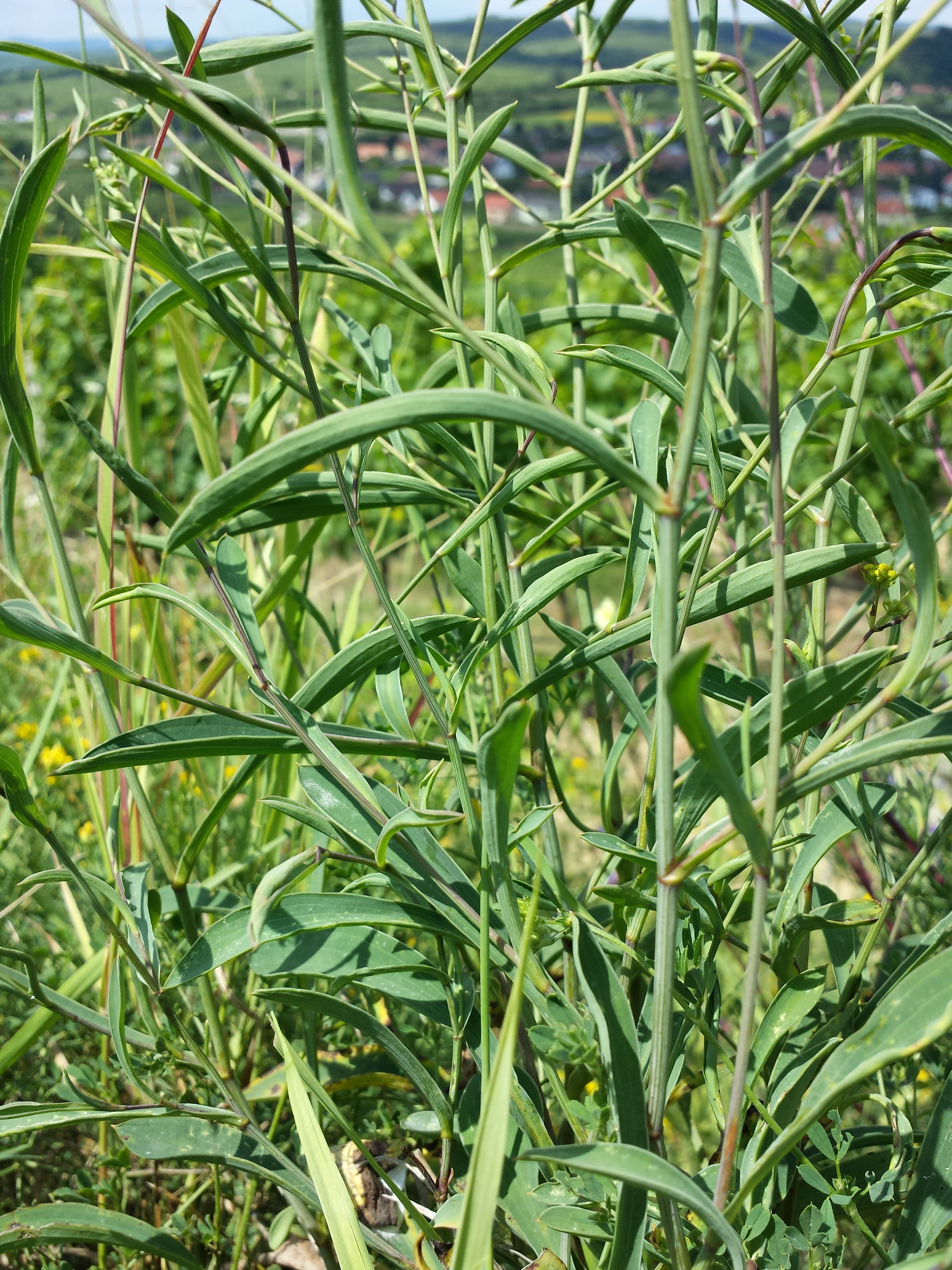
Deutlich sichelartige Laubblätter

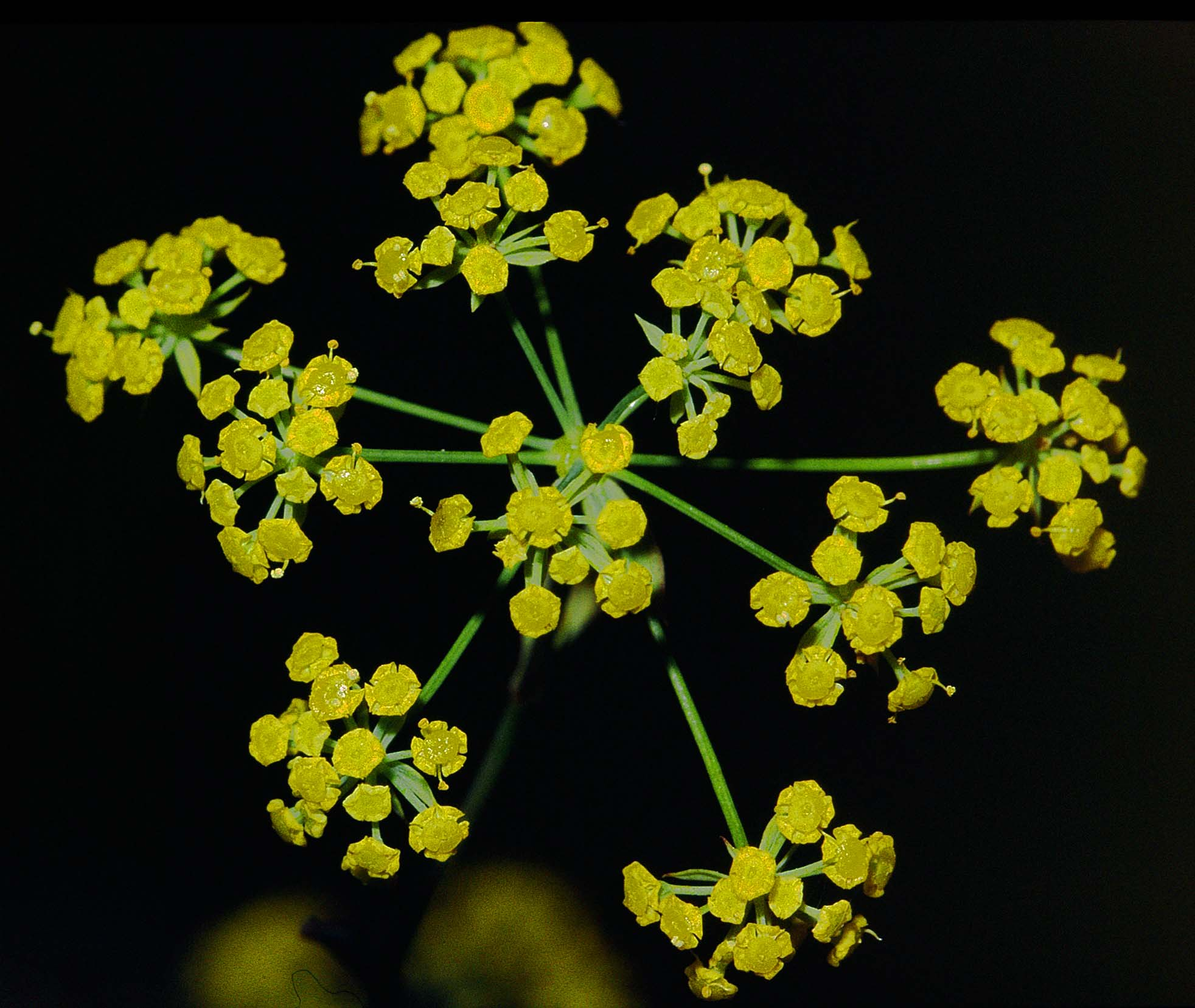
Blütenstand

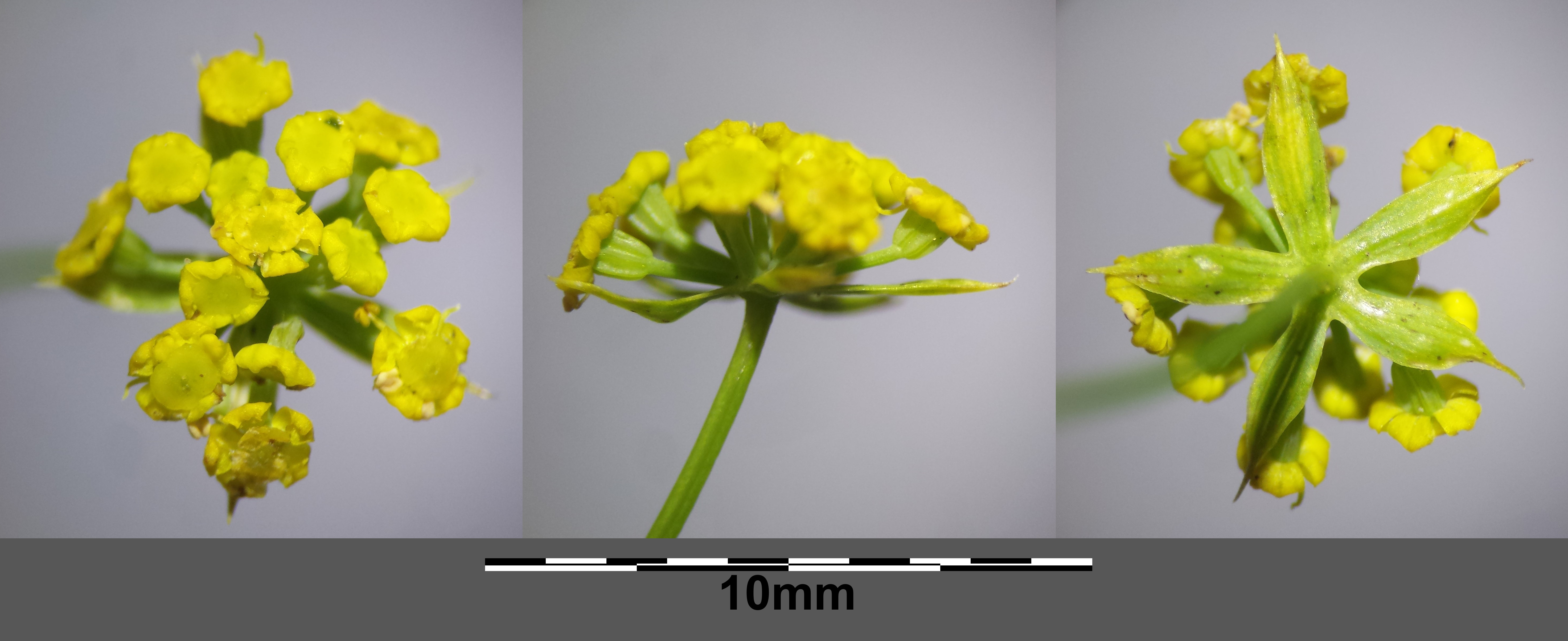
Döldchen von Bupleurum falcatum subsp. falcatum

### Vegetative Merkmale
Das Sichelblättrige Hasenohr wächst als ausdauernde krautige Pflanze und erreicht Wuchshöhen von 60 bis 150, selten bis zu 200 Zentimetern, ausnahmsweise nur 5 bis 10 Zentimetern. Der Stängel ist in der Regel mehr oder weniger zickzackförmig hin- und hergebogen und im oberen Teil meist verzweigt.
Die wechselständig am Stängel angeordneten Laubblätter sind oft sichelförmig gebogen, bei den unteren ist die elliptische oder längliche Blattspreite in den Blattstiel verschmälert. Bei den oberen Laubblättern ist die Blattspreite lanzettlich und an beiden Enden verschmälert. Die Blattnerven sind fast parallel oder handförmig auseinandertretend.

### Generative Merkmale
Die Blütezeit reicht von Juli bis Oktober. Der doppeldoldige Blütenstand ist 3- bis 15-strahlig. Die ein bis drei Hüllblätter sind ungleich und viel kürzer als die Doldenstrahlen. Die Döldchen besitzen fünf Hochblätter von eiförmiger Gestalt als Hüllchen und sind nicht oder nur wenig länger als die Fruchtstiele. Die Hüll- und Hüllchenblätter sind lanzettlich und oft haarspitzig.
Die Blüte ist zwittrig. Die gold-gelben Kronblätter sind bei einer Länge von etwa 1 Millimeter fünfeckig bis rundlich oder breit-dreieckig und haben ein eingeschlagenes Läppchen.
Die bei einer Länge von 3,5 bis 4 Millimetern eiförmige oder ellipsoide Teilfrucht ist in jungem Zustand glatt, in reifem Zustand besitzt sie flügelartig hervortretende Rippen.
Die Chromosomenzahl beträgt 2n = 16.

## Ökologie
Das Sichelblättrige Hasenohr ist eine ausdauernde Schaftpflanze, ein Hemikryptophyt und ein Tiefwurzler. Es wurzelt bis 130 Zentimeter tief.
Die Blüten sind goldgelbe, „Nektar führende Scheibenblumen“. Bestäuber sind Fliegen, Hautflügler und Käfer.
Die kleinen Spaltfrüchte sind Doppelachänen; sie breiten sich als Wind- und Tierstreuer aus, wahrscheinlich erfolgt auch eine Zufallsausbreitung durch Weidetiere.
Bupleurum falcatum ist Wirtspflanze für die Pilzarten: Puccinia bupleuri-falcati, Leptosphaeria modesta, Lophiostoma caulium und Pyrenophora phaeocomoides.
Zoocecidien bilden Contarinia pastinacae, Lasioptera carophila, Perrisia bupleuri und Schizomyia pimpinellae.

## Vorkommen
Das Sichelblättrige Hasenohr kommt in Südeuropa, in Mittel- und Osteuropa vor, sein Verbreitungsgebiet reicht von Großbritannien und Frankreich bis zur Türkei und den Kaukasusraum. Es ist ein eurasisch-kontinental-submediterranes Florenelement. In Österreich ist es im pannonischen Gebiet sehr häufig, ansonsten nur selten zu finden. Sie kommt in Mitteleuropa zerstreut vor. In der Schweiz kommt das Sichelblättrige Hasenohr allgemein zerstreut vor. Im Kanton Wallis steigt sie bis in eine Höhenlage von 1800 Meter auf. Auf der Iberischen Halbinsel erreicht sie eine Höhenlage von 2200 Meter. Bupleurum falcatum ist im mittleren Teil Deutschlands zerstreut bis stellenweise verbreitet vorkommend; darüber hinaus ist es nur selten zu finden und oft unbeständig.
Bupleurum falcatum wächst in Trockenbusch- und Trockenwaldgesellschaften. Das Sichelblättrige Hasenohr gedeiht in Mitteleuropa meist auf mäßig trockenen, magere, meist kalkreichen, tiefen bis mittelgründigen, lockeren, mäßig sauren bis milde humosen Lehm- oder Lößböden. Es ist in Mitteleuropa eine Charakterart des Verbands Geranion sanguinei, kommt aber auch in Pflanzengesellschaften der Verbände Convolvulo-Agropyrion oder Erico-Pinion vor.
Die ökologischen Zeigerwerte nach Landolt et al. 2010 sind in der Schweiz für Bupleurum falcatum subsp. falcatum: Feuchtezahl F = 2+ (frisch), Lichtzahl L = 3 (halbschattig), Reaktionszahl R = 4 (neutral bis basisch), Temperaturzahl T = 4 (kollin), Nährstoffzahl N = 1 (sehr nährstoffarm), Kontinentalitätszahl K = 4 (subkontinental).

## Systematik
Die Erstveröffentlichung von Bupleurum falcatum erfolgte 1753 durch Carl von Linné in Species Plantarum, Tomus I, Seite 237. Das Artepitheton falcatum bedeutet „sichelförmig“ und bezieht sich auf die Form der Laubblätter.
Je nach Autor gibt es einige Unterarten:
- Bupleurum falcatum L. subsp. falcatum: Sie kommt von Europa bis zum Kaukasusraum und dem europäischen Russland vor.[7]
- Bupleurum falcatum subsp. cernuum (Ten.) Arcang.: Sie kommt in Südeuropa, Osteuropa und in Vorderasien vor.[7]
- Bupleurum falcatum subsp. corsicum (Coss. & Kralik) Rouy & E.G.Camus: Sie kommt nur auf Korsika und möglicherweise auch auf Sardinien vor.[7]
- Bupleurum falcatum subsp. dilatatum Schur: Sie kommt in der Slowakei, in Rumänien und in Kroatien vor.[7]
- Bupleurum falcatum subsp. persicum (Boiss.) Koso-Pol.: Sie kommt in der Türkei vor.[7]
- Bupleurum falcatum subsp. polyphyllum (Ledeb.) H.Wolff: Sie kommt in Vorderasien vor.[7]